# عمادالدین زنگی
عمادالدین زنگی با نام کامل ابوالمظفر عمادالدین بن قسیم‌الدوله آق‌سنقر بن ایل-ترقان فرمانده ترکمان، حاکم عراق، موصل و حلب و مؤسس سلسله زنگیان است. او در سال ۴۸۰ هجری قمری (۱۰۸۷–۱۰۸۸ میلادی) در حلب به دنیا آمد و در سال ۵۴۱ قمری (۱۱۴۶ میلادی) کشته‌شد.
وی فرماندهی نخستین ضدحمله مهم علیه پادشاهی صلیبیان را بر عهده داشت. او در اوج قدرت خود، شهر رها، که یکی از پایتخت‌های مهم صلیبی‌ها بود، را در سال ۱۱۴۴ پس از ۲۸ روز محاصره بازپس گرفت و باعث شد مسیحیان به فکر مرحلهٔ دوم جنگ‌های صلیبی بیفتند. این پیروزی، که اولین مورد بازپس‌گیری سرزمین‌ها از صلیبیان بود، او را در میان مسلمانان به قهرمان جهادی مشهور ساخت.

## تبار
پدر عمادالدین، آق سنقر الحاجب امیر حلب در زمان ملکشاه یکم بود که در سال ۱۰۹۴ میلادی توسط توتوش اول به جرم خیانت گردن زده شد.

## زندگی
عمادالدین از همان کودکی به سبب خدمات پدرش در دربار برکیارق پرورش یافت و در جنگ‌ها و نبردهای زیادی شرکت جست در سال ۵۲۱قمری، سلطان محمود سلجوقی وی را به امارت بصره و اندکی بعد واسط برگزید و با ورود سلطان محمود به بغداد به حکومت آن‌جا گماشته شد. به دنبال مرگ مسعود بن آق سُنْقُر برسقی (۵۲۱ق)، حاکم موصل، به حکومت آن دیار برگزیده شد و جزیرهٔ ابن عمر، نصیبین، سنجار و حران را فتح کرد و از همان زمان سلسلهٔ زنگیان بنیان نهاده شد. چون تربیت فرزندان سلطان محمود، اَلْب اَرْسلان و فَرُخ شاه، را برعهده داشت «اتابک» لقب گرفت و در سال بعد توانست حلب و حمات را نیز متصرف شود (۵۲۲ق). در ۵۲۶ق، یک‌بار به حمایت از داعیهٔ سلطنت سلطان مسعود سلجوقی و بار دیگر به فرمان سنجر سلجوقی به بغداد یورش برد، اما شکست خورد. درگیری عمادالدین طی این سال‌ها با سلجوقیان و خلیفهٔ عباسی موجب شد تا صلیبیان پیشرفت‌هایی در قلمرو او بکنند. اما زنگی در رمضان ۵۳۱ق، بسیاری این مناطق همچون معرةالنُّعمان و بَزاعه را باز پس گرفت و سال بعد حِمْص و بَعَلْبَک را نیز به متصرفات خویش افزود. او در ۵۳۹ق، با تصرف رُها، یکی از رویدادهای با اهمیت جنگ اول صلیبی را رقم زد و مهم‌ترین مرکز نظامی صلیبیان، مابین عراق و سوریه، را از بین برد. پس از آن به موصل بازگشت و شورش الب ارسلان را فرونشاند و سرانجام در ۵۴۱ق، به‌دست چند تن از غلامانش کشته شد. او استعداد فوق‌العاده‌ای در امور نظامی داشت و از نخستین کسانی بود که به مقابلهٔ جدی با صلیبیان پرداخت. او را پس از مرگش «اتابک شهید» لقب داده‌اند.